# Stascha Bader
Stascha Bader (auch Staša Bader, * 8. Mai 1956) ist ein Schweizer Dokumentarfilmautor und Regisseur.

## Leben
Stascha Bader studierte an der Universität Zürich Kunstgeschichte, deutsche und englische Literatur. Er promovierte mit der Dissertation «Elektro-orale Poesie in Jamaika und England», die in Deutschland unter dem Titel Worte wie Feuer: Dance Hall-Reggae und Raggamuffin in Jamaika und England veröffentlicht wurde. Nachdiplomsstudien in Musik und Regie führten ihn nach Berlin, New York und Los Angeles. Er ist Inhaber und Geschäftsleiter der Produktionsfirma Kunst & Kommerz GmbH. Als Autor, Regisseur und Produzent realisiert er für das Schweizer Fernsehen und 3sat Reportagen und lange Dokumentarfilme für die Hauptsendezeit, unter anderem in Zusammenarbeit mit der Autorin und Verlegerin Anne Rüffer. Ausserdem dreht er Videoclips für Schweizer Bands und Sänger und realisiert Corporate Communications-Filme für Agenturen, Firmen und Institutionen. 2009 erschien sein Kino-Dokumentarfilm Rocksteady – The Roots of Reggae, eine Schweiz-kanadische Koproduktion, für die er den Zürcher Filmpreis gewann und für den besten Schweizer Dokumentarfilm nominiert wurde. Stascha Bader hat das Lehrdiplom für Maturitätsschulen und unterrichtet Deutsch an Gymnasien der Deutschschweiz. Er war Rektor der Schweizerschule Colegio Helvetia in Bogota, Kolumbien, und Hauptschulleiter der Oberstufe an der Kreisschule Rheintal-Studenland in Bad Zurzach, Kanton Aargau, Schweiz.

## Dokumentarfilme
- Das Geheimnis von Bern – Wieso rockt Bern die Schweiz?, 2025
- Rocksteady – The Roots of Reggae, 2009
- Unheilbar krank und voller Mut 2, 2008[1]
- Schweizer entdecken Allah. Walter und Sonja konvertieren zum Islam, 2008[2]
- Cindy und die Delphine, 25’, 2007[3]
- Diagnose Krebs. Drei Menschen kämpfen um ihr Leben, 2007[4]
- DJ Tatana. Unterwegs mit der Technokönigin der Schweiz, 2006[5][6]
- Unheilbar krank und voller Mut. Drei Kinder erobern ihre Welt, 2005[1]
- Wege aus der Stille. Hoffnung für Gehörlose dank Hightech-Medizin, 2005[7]
- Kinder im Koma, 2004[8]
- Diagnose: Epilepsie. Leben mit dem Chaos im Kopf, 2003[9]
- Endstation Hoffnung. Wege aus der Magersucht und Bulimie, 2002[10]
- Benis letzte Fahrt. Ein Jugendsuizid und seine Folgen, 2000[11]
- SOS Leukämie. Wer rettet Marco Nese?, 1998
- Ich bin ein Jenischer. Eine Reise durch die fünfte Schweiz, 1996
- Zwischen Göttern und Dämonen. Massentourismus in Bali, 1996
- Black, Blanc, Beur. Eine multikulturelle Tanzcompany in den Vorstädten von Paris, 1995

## Buchpublikationen
- Worte wie Feuer: Dance Hall Reggae und Raggamuffin, 1987
- Action! Film und Video im Unterricht, 2024 Arbeitsbuch für Schülerinnen und Schüler
- Action! Film und Video im Unterricht, 2024 Handbuch für Lehrpersonen